# Feltrino
Il Feltrino è un fiume dell'Abruzzo meridionale. Sorge sulle colline nei pressi di Castel Frentano. Nei pochi chilometri che lo separano dal mare, riceve il tributo di alcuni piccoli torrenti.
Nonostante la sua portata molto scarsa, in caso di forti piogge può dare luogo ad onde di piena da non sottovalutare.
Il Feltrino ha il triste primato di fiume più inquinato d'Abruzzo. Il monitoraggio condotto dalla Regione Abruzzo tra il 2000 ed il 2002 ha classificato le sue acque alla foce come in pessimo stato, il giudizio più basso possibile. Risultano elevati sia l'inquinamento di tipo batterico, sia quello chimico: preoccupano le concentrazioni assolutamente fuori controllo di escherichia coli e di mercurio. La causa di questo va certamente ricercata nell'elevato numero di utenze (civili ed industriali) che riversano i propri scarichi in questo fiume e nell'inadeguatezza dei depuratori presenti (uno solo e sottodimensionato).

## Comuni attraversati
In ordine alfabetico:
- Castel Frentano
- Frisa
- Lanciano
- San Vito Chietino
- Treglio